# Église de Vahramashen
L'église de Vahramashen (arménien : Վահրամաշեն), appelée aussi église d'Amberd est un édifice religieux du marz d'Aragatsotn en Arménie, près du mont Agarats.

## Histoire

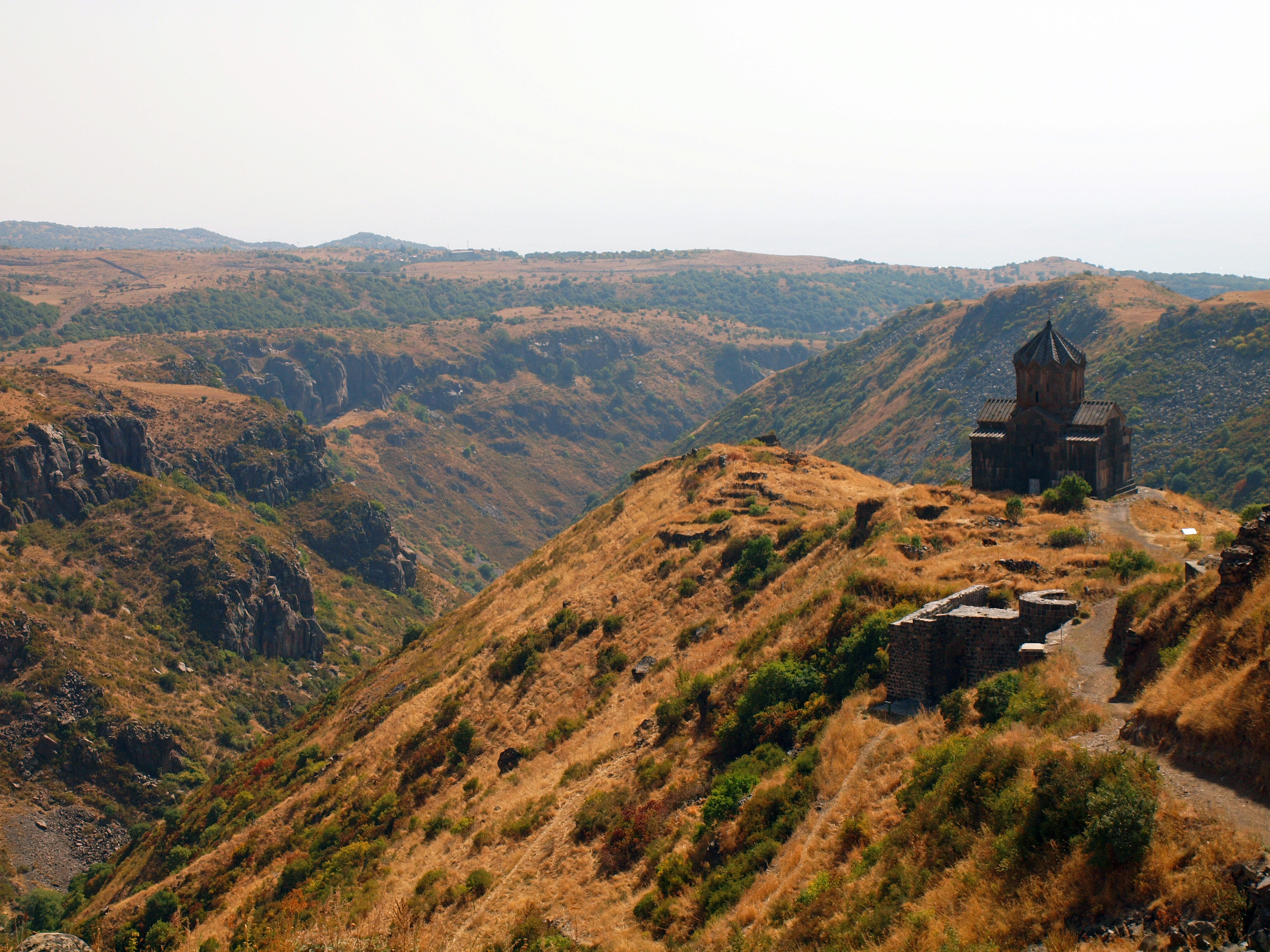

L'église de Vagrmashen a été construite au XIIe siècle près de la forteresse arménienne d'Amberd, située sur les flancs du mont Agarats. La forteresse et l'église sont élevées sur un terrain rocheux, le long des rivières d'Amberd et d'Arkachen. Au Xe siècle, les bâtiments étaient la propriété des princes Pahlavouni. En 1236, ils ont été incendiés par les envahisseurs mongols et n'ont pas été reconstruits.
Selon certaines informations l'église et le citadelle ainsi que d'autres bâtiments proches ont été construits par Achot II d'Arménie.

## Galerie

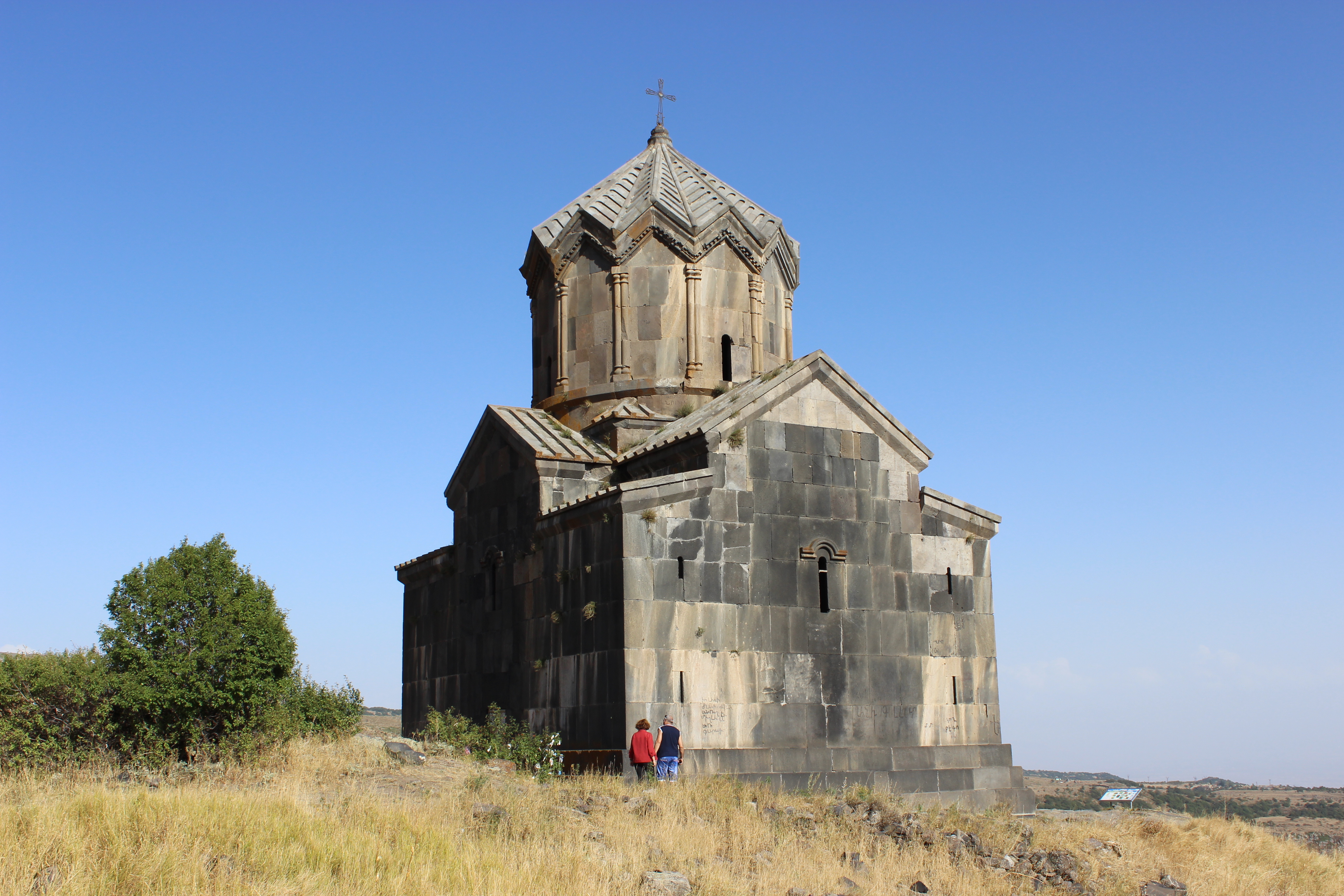
l'église
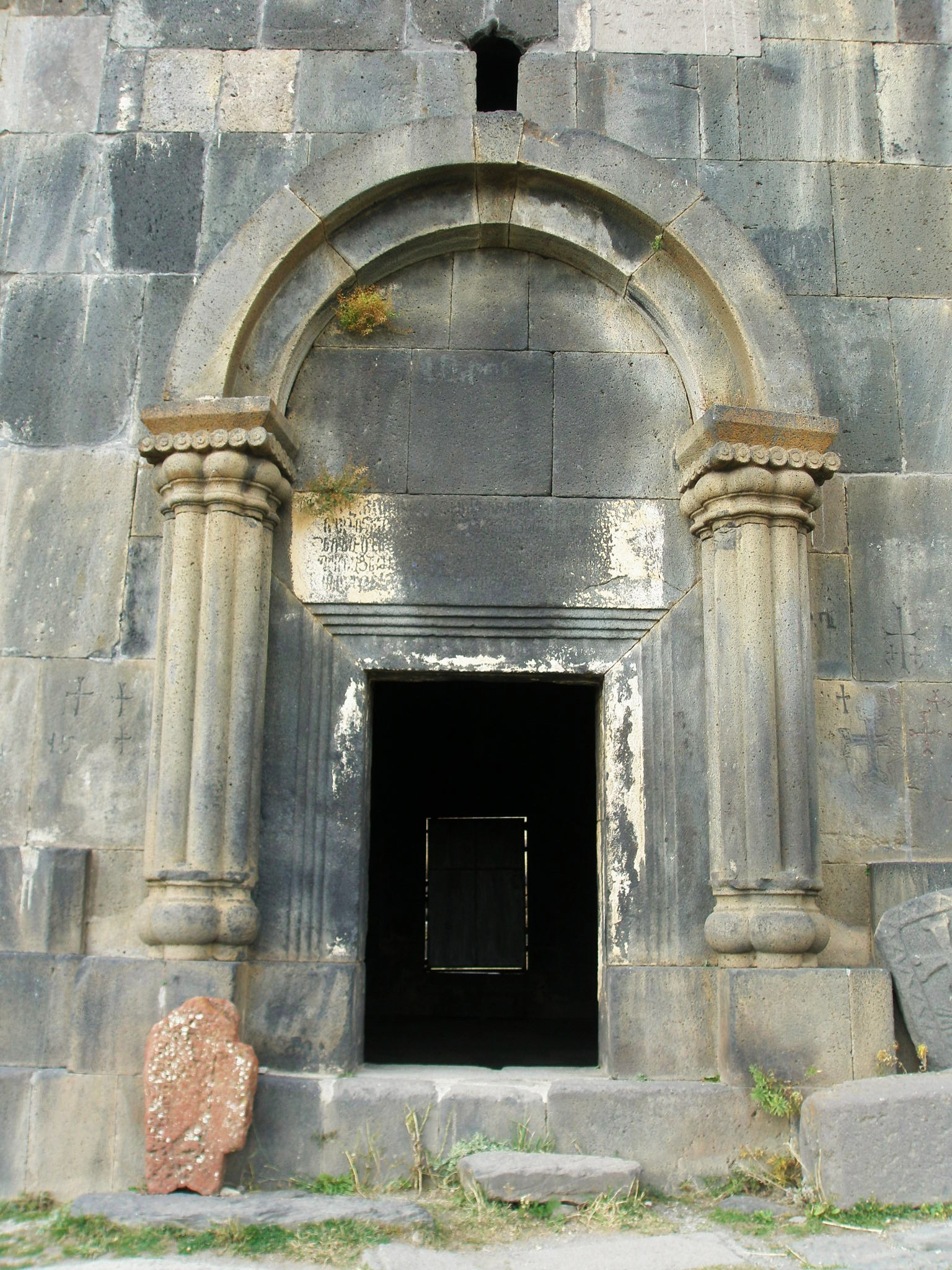
entrée principale au sud
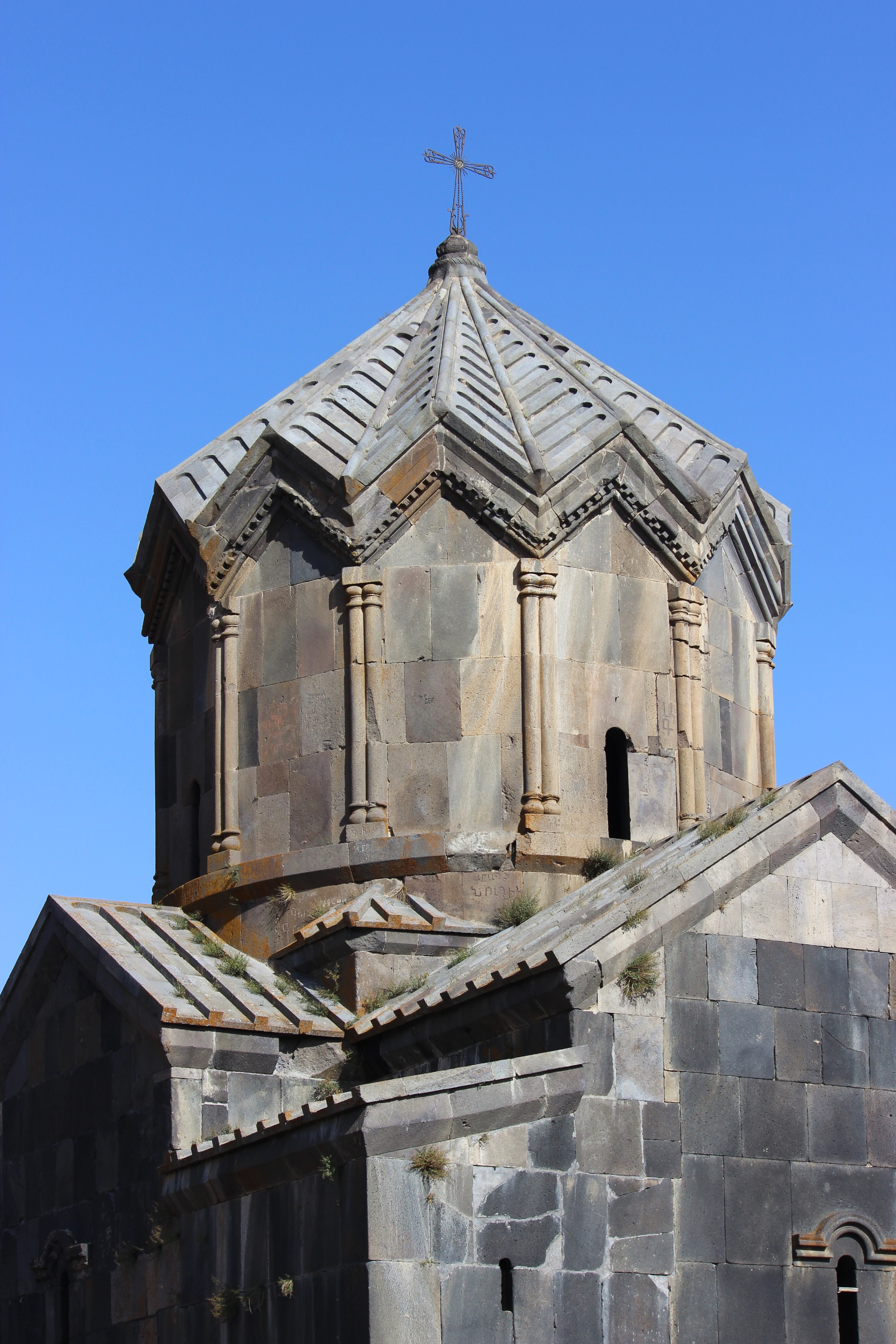
la coupole
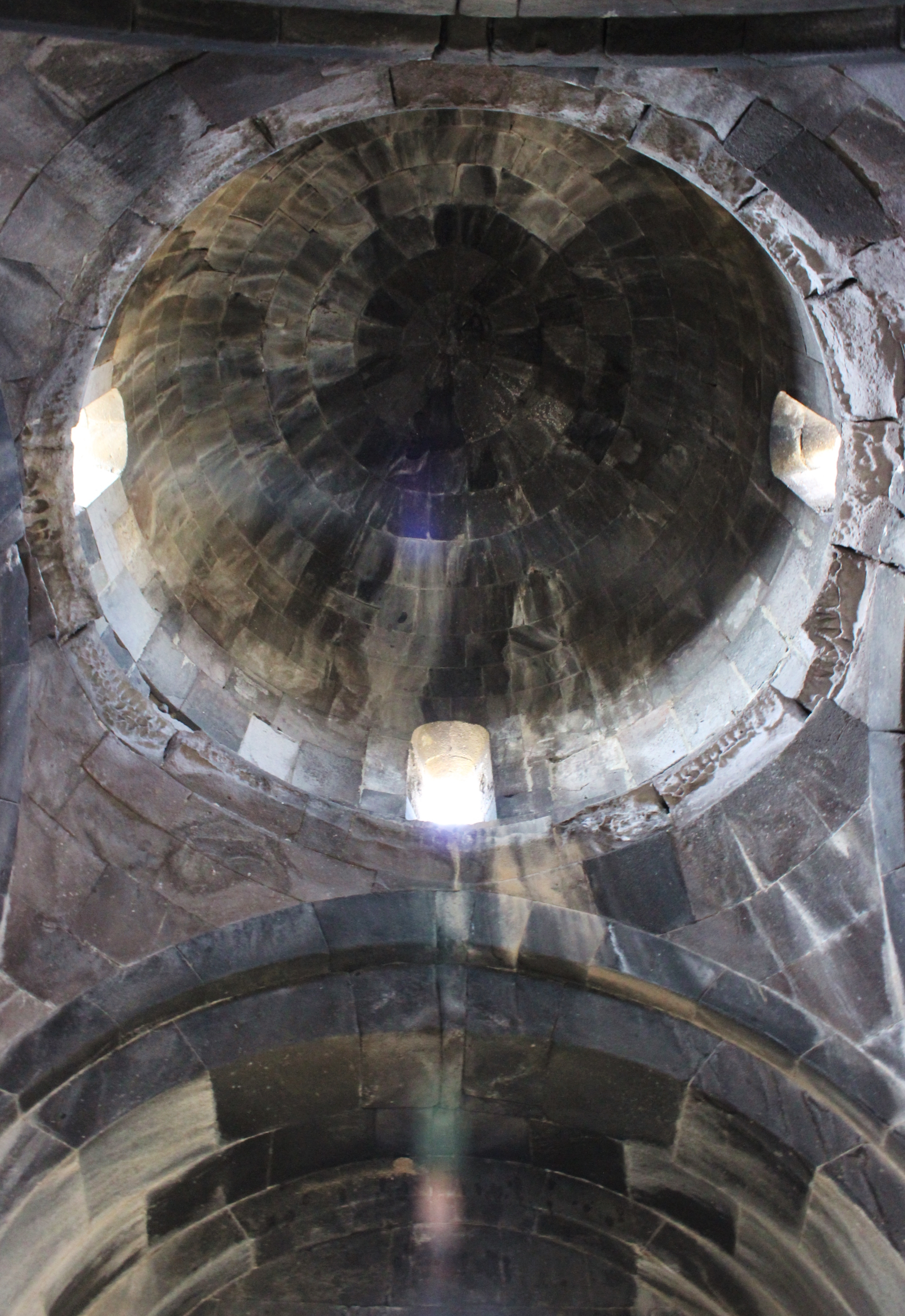
la coupole cvue de l'intérieur
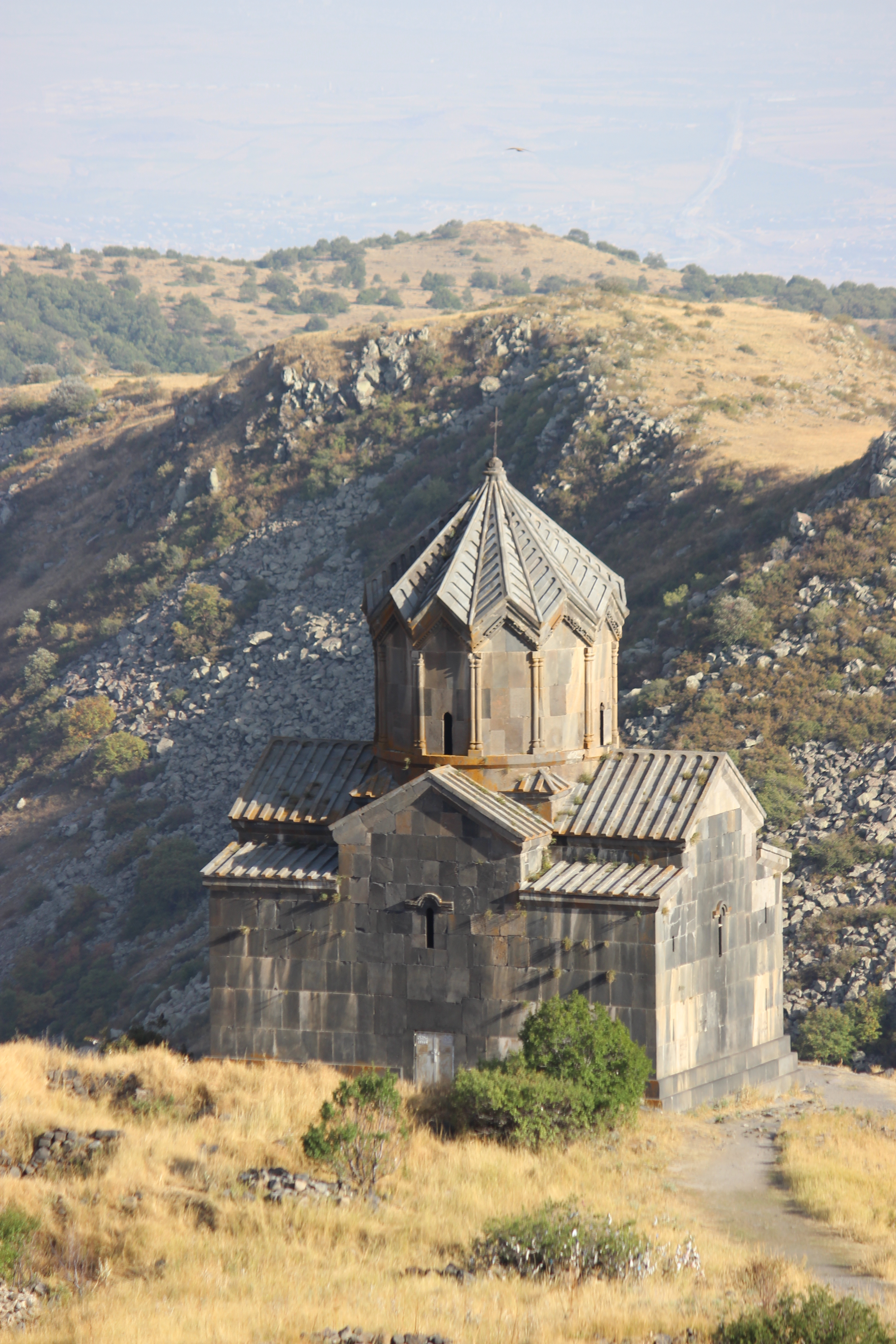